# Raymond Shafer
Pour les articles homonymes, voir Shafer.
Raymond Philip Shafer dit Ray Shafer, né le 5 mars 1917 à New Castle en Pennsylvanie et mort le 12 décembre 2006 à Meadville en Pennsylvanie à l'âge de 89 ans, est un homme politique américain membre du parti républicain qui fut et député du 50e district de Pennsylvanie, 23e lieutenant gouverneur de Pennsylvanie et 39e gouverneur de Pennsylvanie. Raymond Shafer était membre de l'Église chrétienne des Disciples du Christ.